# 石北乡
石北乡，是中华人民共和国山西省长治市武乡县下辖的一个乡镇级行政单位。

## 行政区划
石北乡下辖以下地区：
东河村、石北村、下庄村、圪咀头村、张村、楼则峪村、小良村、神西村、义门村、东黄岩村、型庄村和长蔚村。